# Photographic Social Vision
La Fundació Photographic Social Vision (PSV) és una entitat sense ànim de lucre catalana que divulga i potencia el valor social de la fotografia documental i el fotoperiodisme, creada a Barcelona el 2001 i dirigida des dels seus inicis per la gestora cultural Silvia Omedes. Organitza anualment des del 2004 el World Press Photo a Barcelona, l'exposició internacional més important de fotoperiodisme, i des del 2013 el festival de fotografia DOCfield.

## Orígens
L'any 2001 Silvia Omedes, que s'havia format en Belles Arts, Història de l'Art, Fotoperiodisme i Gestió Cultural, i havia treballat com a coordinadora d'exposicions al Museu Guggenheim de Nova York, es va unir a dues dones més que també tenien inquietuds socials, per dur els seus bagatges professionals a un terreny on fossin de gran utilitat social. Aquestes dones eren l'advocada i economista Vera Baena, implicada en l'alfabetització de dones i nens en una zona de Madrid, i Peony Herrera, que havia treballat a Nova York com a tresorera de l'ONG Women in Prison. Poques setmanes més tard van crear una plataforma per a donar visibilitat a temes socials. Aquell any van participar en un congrés del tercer sector i, en veure que les ONGs es queixaven de la poca capacitat de comunicació dels seus projectes, van decidir crear un nexe entre el fotoperiodisme professional i la societat, atès que coneixien tant fotògrafs com artistes i periodistes disposats a treballar-hi.
En col·laboració amb la Fundació Vicki Bernadet, Photographic Social Vision va produir el projecte El silencio roto, sobre l'abús sexual en la infància, que estava escrit per la periodista Mercedes de la Rosa i documentat gràficament per la fotògrafa Ana Jiménez; aquest, al seu torn, va ser comprat per La Vanguardia i publicat al seu dominical Magazine del 17 de novembre de 2002. Va ser un reportatge pioner en la denúncia i testimoni de casos de víctimes d'abusos, i va generar un gran impacte a nivell estatal, amb el que es van adonar que es trobaven en el camí correcte, amb bones eines i bons professionals, però que haurien de trobar altres temes per arribar al màxim de gent possible.

## Projectes

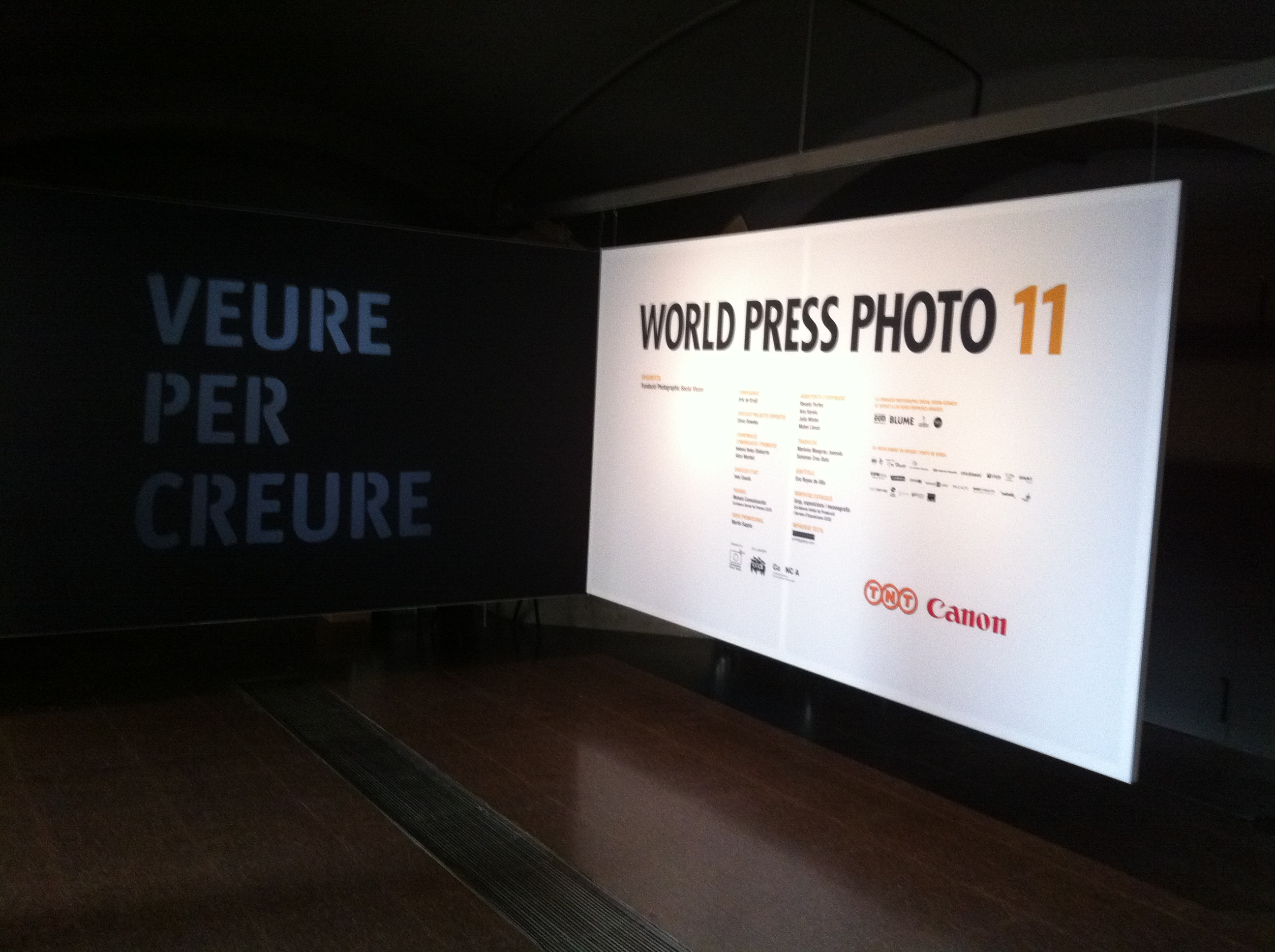
L'exposició del World Press Photo al CCCB, organitzada anualment a Barcelona per Photographic Social Vision.

Com a conseqüència del vincle amb la fundació World Press Photo (WPP) fet durant una visita al festival de fotografia Visa pour l'Image de Perpinyà, van començar a desenvolupar productes expositius propis, amb els que fan que un gran nombre de temes arribin al públic anualment i es difonguin.
L'any 2004 Photographic Social Vision va aconseguir que Barcelona tingués presència en la mostra internacional World Press Photo, i des d'aleshores ha organitzat diverses exposicions i desenvolupat diversos projectes, com el festival de fotografia DOCfield (2013). També ha impulsat la beca de fotoperiodisme d'investigació (2016), dirigida a periodistes i fotoperiodistes professionals, i la beca Joana Biarnés (2019), dirigida a joves fotoperiodistes.
Gestionen els arxius dels fotògrafs Jacques Léonard i Joana Biarnés, i el documental que es va fer el 2016 d'aquesta última, Joana Biarnés, una entre tots, va comptar amb el seu suport.
Col·laboren amb l'Editorial Blume, de qui són socis.